# Вовчак Роман Ярославович
Роман Ярославович Вовчак (нар. 11 січня 1982) — український футболіст, що грав на позиції захисника. Відомий за виступами в клубі першої ліги «Спартак» з Івано-Франківська та другої ліги «Калуш».

## Клубна кар'єра
Роман Вовчак розпочав виступи у професійному футболі в 2000 році в клубі другої ліги «Калуш» з однойменного міста. На початку 2003 року футболіст став гравцем команди першої ліги «Прикарпаття» з Івано-Франківська, яку за півроку перейменували на «Спартак». У складі івано-франківської команди Вовчак грав до кінця 2005 року, та зіграв у її складі 21 матч чемпіонату, проте більше часу грав за фарм-клуб івано-франківської команди під назвами «Лукор» і «Спартак-2» з Калуша, загалом зіграв у складі команди з Калуша в другій лізі 106 матчів. На початку 2006 року Роман Вовчак став гравцем івано-франківської команди другої ліги «Чорногора», у складі якої грав до середини року. З 2008 до 2012 року Вовчак грав у складі аматорської команди «Карпати» (Яремче), у складі якої в 2011 році зіграв 3 матчі Кубка України. після 2012 року завершив виступи на футбольних полях.